# Ham (Londres)

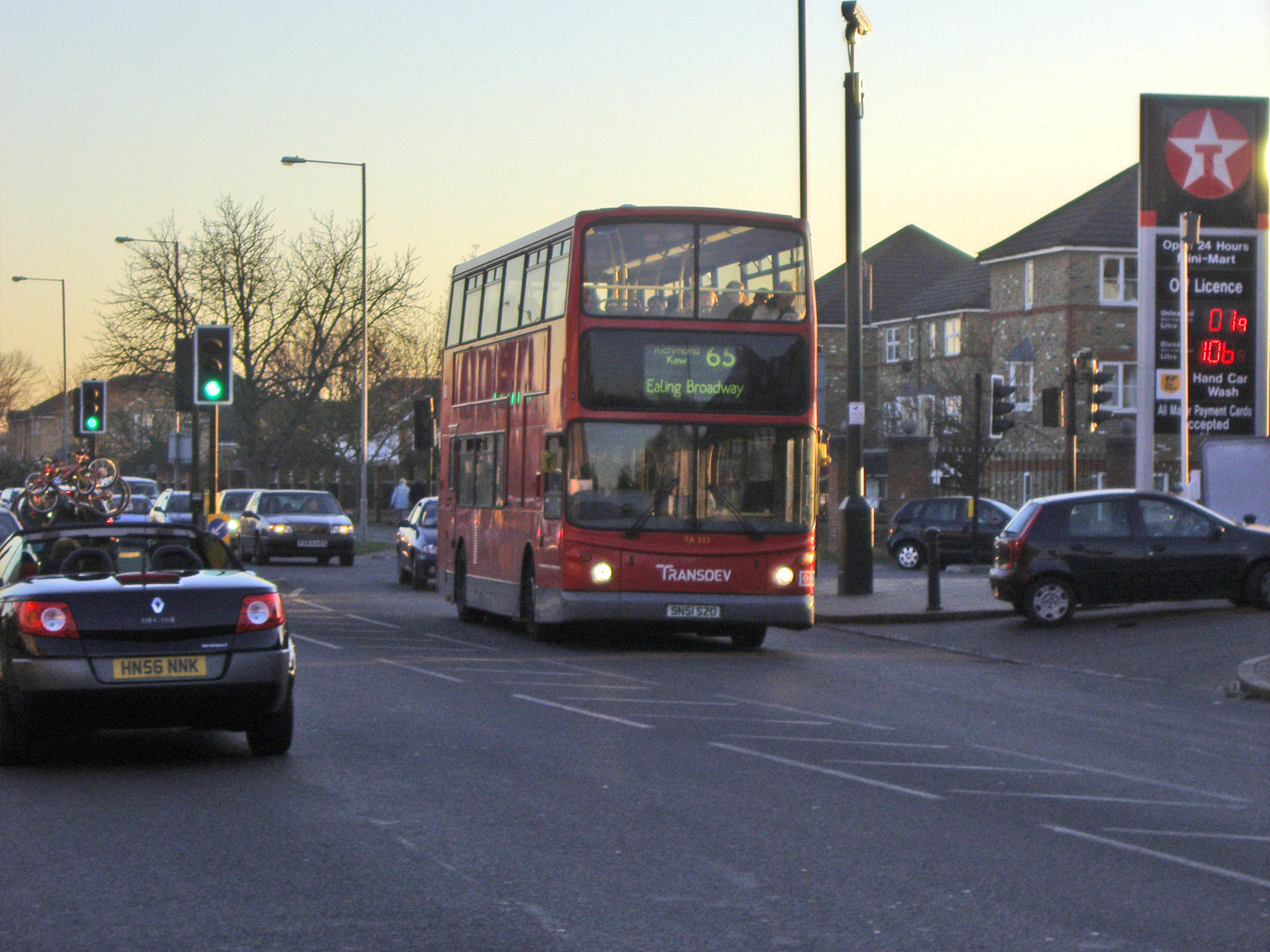
Imóveis na Ham Parade

Ham é um distrito suburbano em Richmond, no sudoeste de Londres. Possui prados ao lado do rio Tâmisa, onde também passa a trilha nacional Thames Path. A maior parte de Ham fica no bairro londrino de Richmond upon Thames e, principalmente, no distrito de Ham, Petersham e Richmond Riverside; o restante fica no bairro real de Kingston upon Thames. O distrito tem lojas de conveniência e comodidades modestas, incluindo um posto de gasolina e vários pubs, mas seu comércio é subsidiário do centro econômico de nível regional de Kingston upon Thames, que fica nas proximidades.

## Geografia
Ham está localizado a 14,89 km a sudoeste do centro de Londres. Juntamente com Petersham, Ham fica a leste da curva do rio, quase cercando-a por três lados, 1,6 km ao sul de Richmond e 3,2 km ao norte de Kingston upon Thames. Sua elevação varia principalmente entre 6 m e 12 m de altitude, mas chega a 20 m no sopé das ruas laterais que levam ao Richmond Park. Possui a trilha nacional Thames Path e está conectado a Teddington por uma grande passarela em Teddington Lock. Durante os meses de verão, uma balsa para pedestres, a Hammerton's Ferry, liga a Marble Hill House, em Twickenham.
As terras vizinhas são a semi-rural Petersham, o Richmond Park e a cidade de Kingston. No lado oposto do rio estão Teddington e Twickenham (incluindo Strawberry Hill).
Ham é delimitado a oeste, ao longo da margem do rio Tâmisa, por antigos prados fluviais comunitários que formam uma Reserva Natural Local chamada Ham Lands. Parte dessa antiga área de pastagem foi usada para extração de cascalho. O último remanescente desses poços de cascalho agora forma um lago artificial, conectado ao rio por uma eclusa. Nessa área fica o local do Thames Young Mariners, com 4 hectares, operado como um centro de atividades aquáticas pelo Conselho do Condado de Surrey. A área ao longo da margem do rio é preservada como uma reserva natural e de utilidade pública.
Principalmente em um terraço fluvial de baixa altitude, Ham hoje é limitado a leste pelo Richmond Park, onde a terra se eleva na escarpa das colinas de Richmond e Kingston. Pequenos riachos que drenam esse terreno mais alto fluem para um curso d'água que corre de sul a norte ao longo do sopé da colina, conhecido como Latchmere Stream ao sul e Sudbrook ao norte. Agora subterrâneo na maior parte de seu curso, ele emerge em Ham Common, perto de Ham Gate e flui brevemente pelo Richmond Park e sai no Sudbrook Park Golf Course, retornando ao subsolo antes de desaguar no Tâmisa em Petersham.

## Geologia
Ham fica na Bacia de Londres e em seu leito rochoso de argila de Londres. As planícies de inundação de baixa altitude a oeste consistem em cascalhos fluviais, areias e argila. A leste, dentro do Richmond Park, um depósito fluvio-glacial de cascalhos mais resistente à erosão, estabelecido no período interglacial entre 240.000 e 400.000 anos atrás, forma o cume da escarpa que corre no sentido norte-sul entre as colinas de Richmond e Kingston.

## Toponímia
O nome deriva da palavra inglesa antiga Hamme, que significa "lugar na curva de um rio".

## Arqueologia
O Vale do Tâmisa é habitado desde o período paleolítico e os achados de pedras paleolíticas perto de White Lodge, Richmond Park, mostram que Ham fazia parte do território humano primitivo. Mais tarde, no Mesolítico, as pedras encontradas em Ham dip, Dann's Pond e Pen Ponds, dentro do parque, também são evidências de habitação antiga, assim como os túmulos neolíticos no cume da colina com vista para Petersham, Ham e Kingston. Como não foram escavados, é impossível datá-los com precisão, mas sabe-se que os túmulos abrangem o período de 3500 a.C. a 900 a.C. Vários achados superficiais de ferramentas de sílex, machados, enxós, raspadores, cinzéis e facas, bem como pontas de flechas, pedras de martelo e fragmentos de sílex foram feitos durante o trabalho com cascalho em Ham Fields, em Coldharbour, perto do atual local do Thames Young Mariners (51° 26′ 19″ N, 0° 19′ 32″ O) e, mais a leste, em campos de milho agora cobertos por moradias. Esses achados são feitos de sílex de alta qualidade de North Downs, em vez de sílex local de origem fluvial do Vale do Tâmisa, o que implica transporte humano e um estilo de vida estabelecido, em vez de nômade, na área. Muitos desses artefatos fazem parte da Coleção Edwards e estão armazenados no Museu de Richmond. Outros achados de Ham são mantidos no Museu de Londres, incluindo uma urna com colarinho do início da Idade do Bronze, também da Coleção Edwards.
Alguns poucos achados de cerâmica romano-britânica do final da Idade do Ferro, meados do século I e início do século II d.C. mostram que a área permaneceu habitada até certo ponto, embora os indícios mais próximos de modestos assentamentos romanos estejam mais ao sul, na área de Canbury, em North Kingston.
O primeiro assentamento saxão encontrado na área da Grande Londres foi um abrigo, ou Grubenhaus, escavada em Ham no início da década de 1950. Juntamente com achados de cerâmica datados do século V d.C., isso sugere que a área estava entre as primeiras colonizadas por colonos saxões.

## História

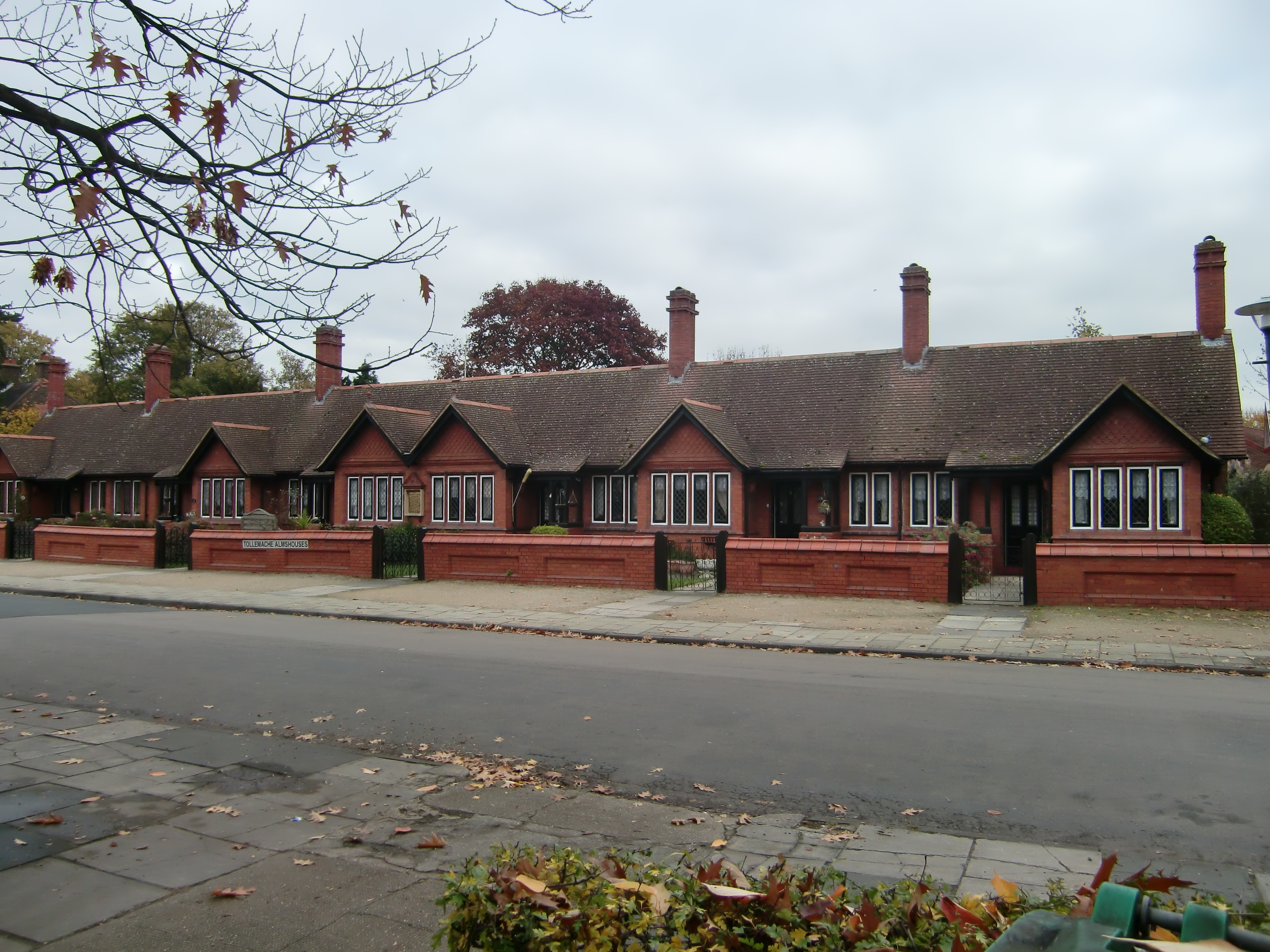
Tollemache Almshouses, Ham Street, erguida em memória de Algernon Gray Tollemache em 1892 por sua esposa

Ham não aparece no Domesday Book de 1086, sendo que as entradas mais próximas são Petersham, ao norte, e Coombe, a sudeste, todas, incluindo a área de Ham, dentro da divisão administrativa de Kingston, ao sul.
Historicamente, Ham cobria uma área maior. Acredita-se que os limites mostrados no mapa de 1843 tenham mudado pouco, ou nada, durante séculos. O limite sul entre Ham e Kingston abrangia a largura do cemitério, desde perto dos atuais Canbury Gardens no Tâmisa, cerca de 4,0 km a leste, cruzando o Richmond Park até o Beverley Brook. O limite norte retornava pelo Richmond Park a partir do Beverley Brook, ao sul de White Lodge, passando pelo Pen Pond ao norte, atravessando o Sudbrook Park em direção ao oeste, até a Ham Street, e depois voltando para o norte, de volta ao Tâmisa.
O registro escrito mais antigo conhecido de Ham como um vilarejo separado data do século XII, quando Hamma foi incluído na propriedade real como membro de Kingston, contribuindo com 43s. 4d. em 1168 para o casamento de Matilde, a filha mais velha de Henrique II.
Entre as cortes reais de Richmond e Hampton Court, a área predominantemente agrícola de Ham se desenvolveu a partir do início do século XVII, com a construção da Ham House em 1610, o sobrevivente mais bem preservado do período. A história relacionada dos condes de Dysart dominou o desenvolvimento de Ham e Petersham nos quatro séculos seguintes.
Quando o parque foi cercado por Carlos I em 1637, a paróquia de Ham perdeu o uso da maior parte das terras afetadas, mais de 3,2 km² que se estendiam em direção a Robin Hood Gate e Kingston Hill, quase metade das quais eram terras comuns. Em troca disso, foi celebrada uma escritura que protegeu efetivamente a maior parte das terras comuns remanescentes, Ham Common, até os dias atuais. A terra cercada, embora perdida para a agricultura, permaneceu dentro dos limites administrativos de Ham.
Toda a área era chamada de Ham cum Hatch, ou Ham with Hatch, até o final da era vitoriana. O cercamento do Richmond Park interrompeu a antiga ligação de terras comuns entre os assentamentos próximos à atual Upper Ham Road e um antigo pequeno assentamento próximo ao Robin Hood Gate do parque e à A3, estrada de Londres. A historiadora local, Evelyn Pritchard, presumiu que o assentamento nas terras de Robin Hood era a localização de Hatch, mas um exame mais detalhado dos registros de terras senhoriais de Petersham, Ham e Canbury feito por John Cloake fornece evidências de que Hatch era um vilarejo centrado em torno da área nordeste de Ham Common, enquanto o próprio Ham ficava a oeste e noroeste do atual common, na aproximação da Ham Street ao Tâmisa.
Entre 1838 e 1848, Ham Common foi o local de uma comunidade espiritual utópica e de uma escola gratuita chamada Alcott House (ou "Ham Common Concordium"), fundada pelo reformador educacional e "socialista sagrado" James Pierrepont Greaves e seus seguidores. Hesba Stretton (nome verdadeiro: Sarah Smith), escritora evangélica de livros infantis, retirou-se para Ivycroft, Ham Common, em 1892 e morreu lá em 1912.
Há um banco memorial do lado de fora da loja Sainsbury's (antigo Barclays Bank) em Ham Parade para homenagear Angela Woolliscroft, que foi assassinada em 1976 durante um assalto a banco. Há também um banco memorial (instalado em 2024) para Malcolm Singleton (falecido em 2022), que dirigiu a M&J Hardware desde 1988 e trabalhou para o proprietário anterior, a Dorling's, desde os 16 anos.

## Governo

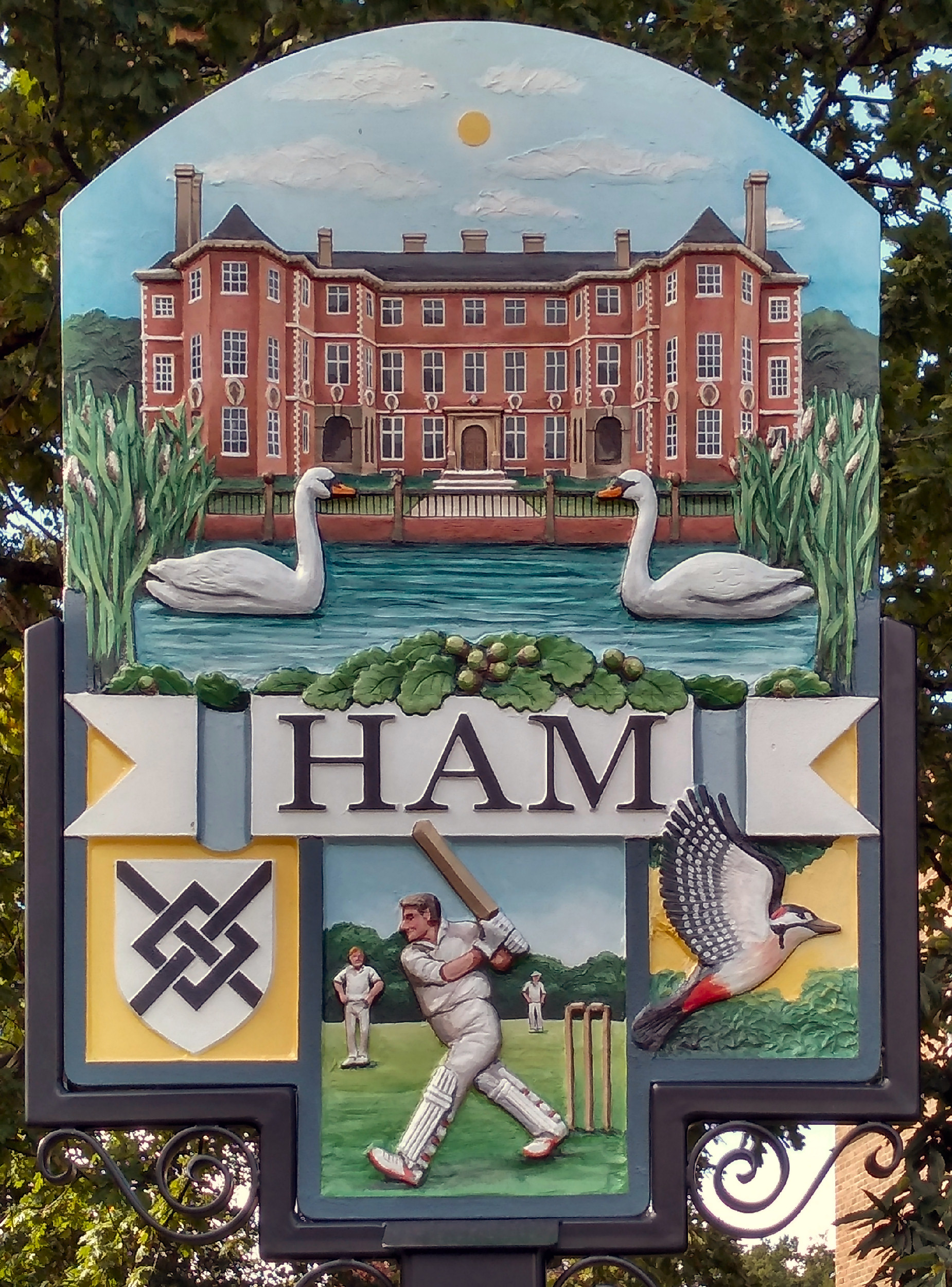
Placa do Ham Village

Desde 1965, Ham está em sua maior parte no bairro londrino de Richmond upon Thames. O restante está no bairro londrino de Kingston upon Thames. Os limites entre esses dois bairros mudaram ligeiramente desde que foram estabelecidos pela primeira vez.
Com o declínio do sistema de divisões e mansões, Ham, a partir de 1786, passou a ser administrado por uma "sacristia" local, mas como Ham não tinha uma igreja própria até 1832 (e uma verdadeira sacristia até ser ampliada em 1890), ela se reunia no New Inn.
A Poor Law Amendment Act (Lei de Alteração da Lei dos Pobres) de 1834 estabeleceu um Conselho de Guardiões, composto por 21 guardiões eleitos para Kingston e as paróquias vizinhas. Ham sempre teve um ou dois representantes, mas enviou pouquíssimos de seus pobres para a casa de trabalho, ajudando-os principalmente em casas de esmolas locais. O Ham Common Local Government District foi formado de acordo com o Local Government Act de 1858 e era governado por um conselho local de oito membros. No entanto, o sistema de sacristia continuou em prática até a formação de um conselho do governo local em 1871. O Local Government Act de 1894 reconstituiu a área como Ham Urban District, com um conselho distrital urbano eleito de dez membros substituindo o conselho local. Ela consistia na paróquia civil de Ham with Hatch, que foi renomeada para "Ham" em 1897.
O distrito urbano foi abolido em 1933, quando uma ordem de revisão do condado o incluiu em um município ampliado de Richmond. O principal impacto em Ham foi que a área norte foi ligada a Petersham para criar um distrito de Sudbrook, enquanto a fronteira com Kingston foi movida mais para o norte, mais ou menos até o limite atual, com Ham "perdendo" as fábricas e os terrenos e moradias ao redor. Essa mudança substancial nos limites torna muito difícil uma análise demográfica significativa. O distrito em si agora é Ham, Petersham e Richmond Riverside. Ele contém a maior proporção do Richmond Park e de todos os seis principais wards adjacentes a ele.

## Economia

### Agricultura
Ham foi uma comunidade agrícola durante séculos, com prados e pastagens, principalmente ao longo do rio, e pastos comuns. O mapa de 1842 mostrava uma área total de 780 ha, mas quando ajustado para as terras do Richmond Park, 182 ha eram aráveis, 120 ha eram prados ou pastagens, 87 ha eram terras comuns e apenas 0,40 ha eram florestas. As culturas eram principalmente trigo, cevada e aveia, com um pouco de linho, batatas, nabos e beterrabas forrageiras. O rebanho incluía vacas, ovelhas, porcos, cabras, patos e galinhas, além de cavalos e burros, muitos dos quais pastavam nas terras comuns. Ham tinha três fazendas na época, todas em terras de propriedade do Conde de Dysart. Excepcionalmente, essas fazendas permaneceram muito pouco cercadas e o sistema de campo aberto sobreviveu em uso até o final do século XIX. A melhoria no transporte e o crescimento de Londres levaram a uma mudança da agricultura mista geral para a horticultura comercial no início do século XX. Por fim, o mesmo crescimento alimentou a demanda por terrenos para moradia, e esse fator, juntamente com a maior lucratividade da extração de cascalho em terrenos que não podiam ser usados para moradia, fez com que a agricultura em Ham cessasse em meados da década de 1950.

### Cascalho

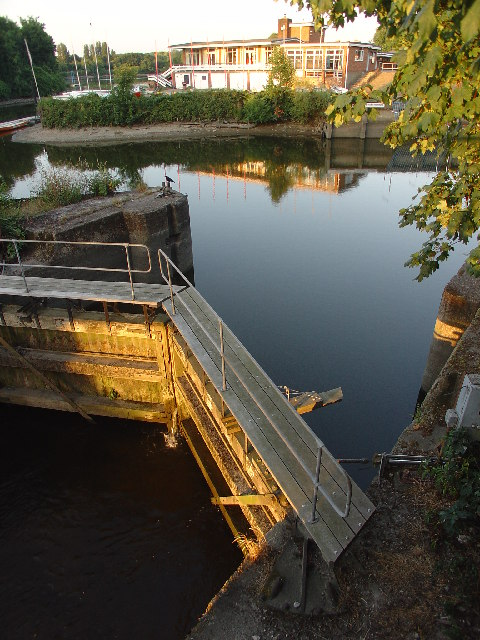
Cais e eclusa do Thames Young Mariners

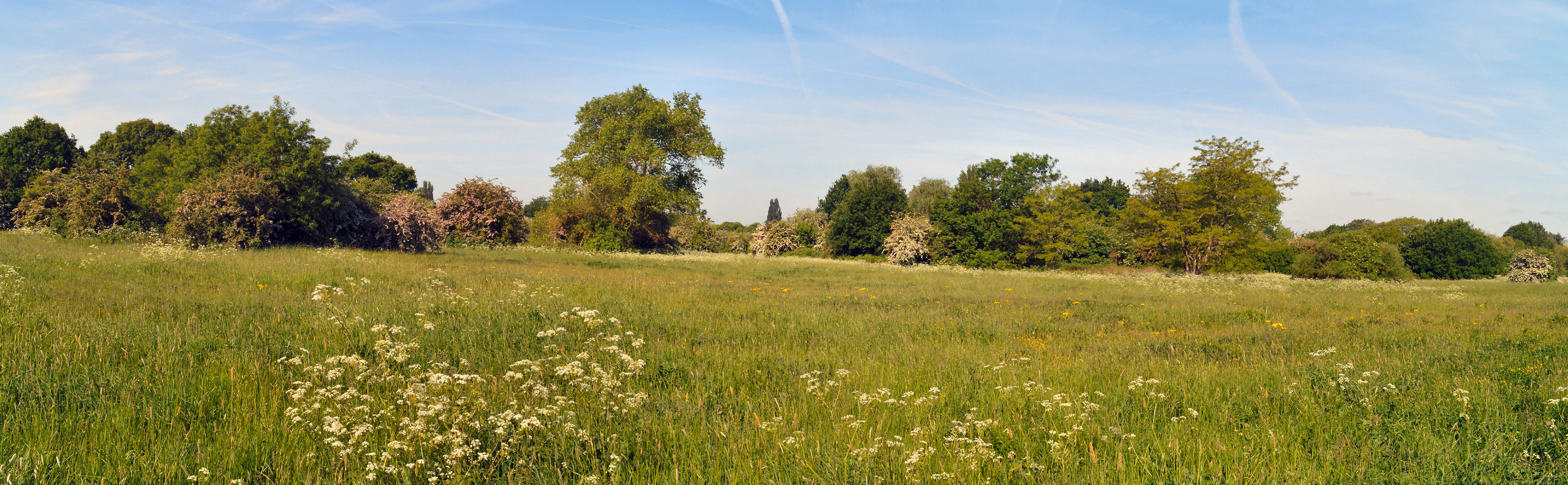
Terrenos Ham Riverside

Em 1904, William Tollemache, 9º Conde de Dysart, arrendou parte das terras da fazenda para a Ham River Grit Company Ltd para extrair areia e lastro. Uma doca foi construída em 1913 e uma eclusa em 1921, partes das quais permanecem como o centro de atividades aquáticas Thames Young Mariners. Uma ferrovia de bitola estreita ligava o local à estrada principal. Durante a Segunda Guerra Mundial, os poços inundados foram supostamente usados para armazenar seções do porto de Mulberry. Após a guerra, a maioria dos poços foi preenchida com entulho de Londres danificado por bombas. Os poços funcionaram até 1952 e, depois disso, parte da terra foi usada para o desenvolvimento de moradias. A resistência local a novos empreendimentos fez com que a área fosse designada como Metropolitan Open Land, preservando o Ham Riverside Lands como reserva natural. Ela tem uma vegetação notavelmente incomum devido ao entulho alcalino subjacente, em vez dos depósitos fluviais mais ácidos.

### Engenharia

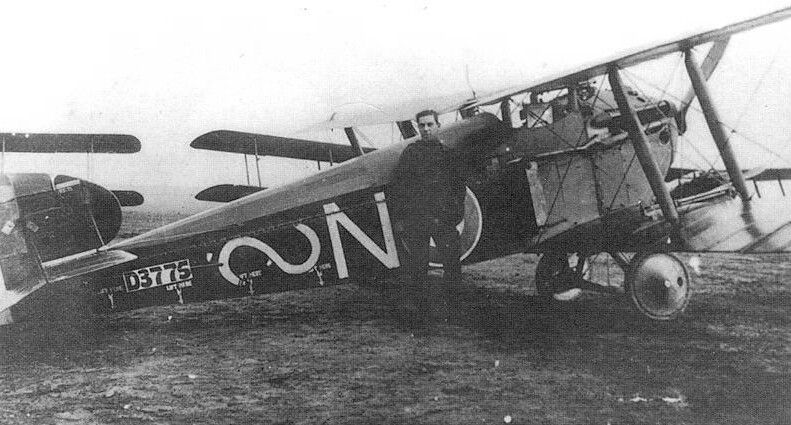
Sopwith Dolphin

No final da Primeira Guerra Mundial, Lord Dysart vendeu algumas terras ao sul de Ham Common para o Ministério de Munições para a construção de uma fábrica de aeronaves em um terreno adjacente ao que ainda era chamado de Upper Ham Road. A National Aircraft Factory No. 2 foi construída em 26 semanas durante o inverno de 1917. A fábrica foi alugada para a Sopwith Aviation Company, sediada a 1,6 km ao sul, em Canbury Park Road, Kingston, e, como resultado, a empresa conseguiu aumentar consideravelmente sua produção de aviões de combate Snipe, Dolphin e Salamander. No final da guerra, a demanda cessou. A Sopwith tentou comprar a fábrica imediatamente, mas o governo recusou. A Sopwith Aviation entrou em liquidação voluntária e foi reformada em 1920 como H. G. Hawker Engineering em sua base original em Kingston.

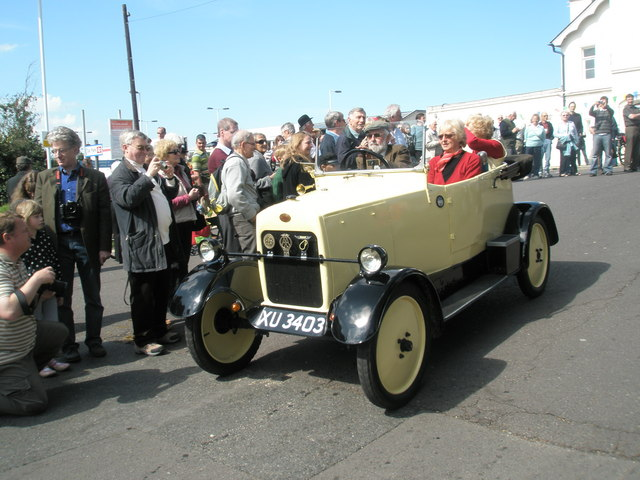
Trojan Utility Car

O restante do aluguel da Ham Factory foi vendido para a Leyland Motors, que inicialmente a utilizou para recondicionar caminhões do antigo Departamento de Guerra para uso civil. Em seguida, foi usada para produzir, sob licença, o Trojan Utility Car entre 1922 e 1928. Durante a década de 1930, a fábrica produziu caminhões Leyland Cub. A Segunda Guerra Mundial transferiu a produção para veículos militares, carros de bombeiros, outros equipamentos e munições. Após a guerra, o local produziu o chassi para o trólebus da Leyland.

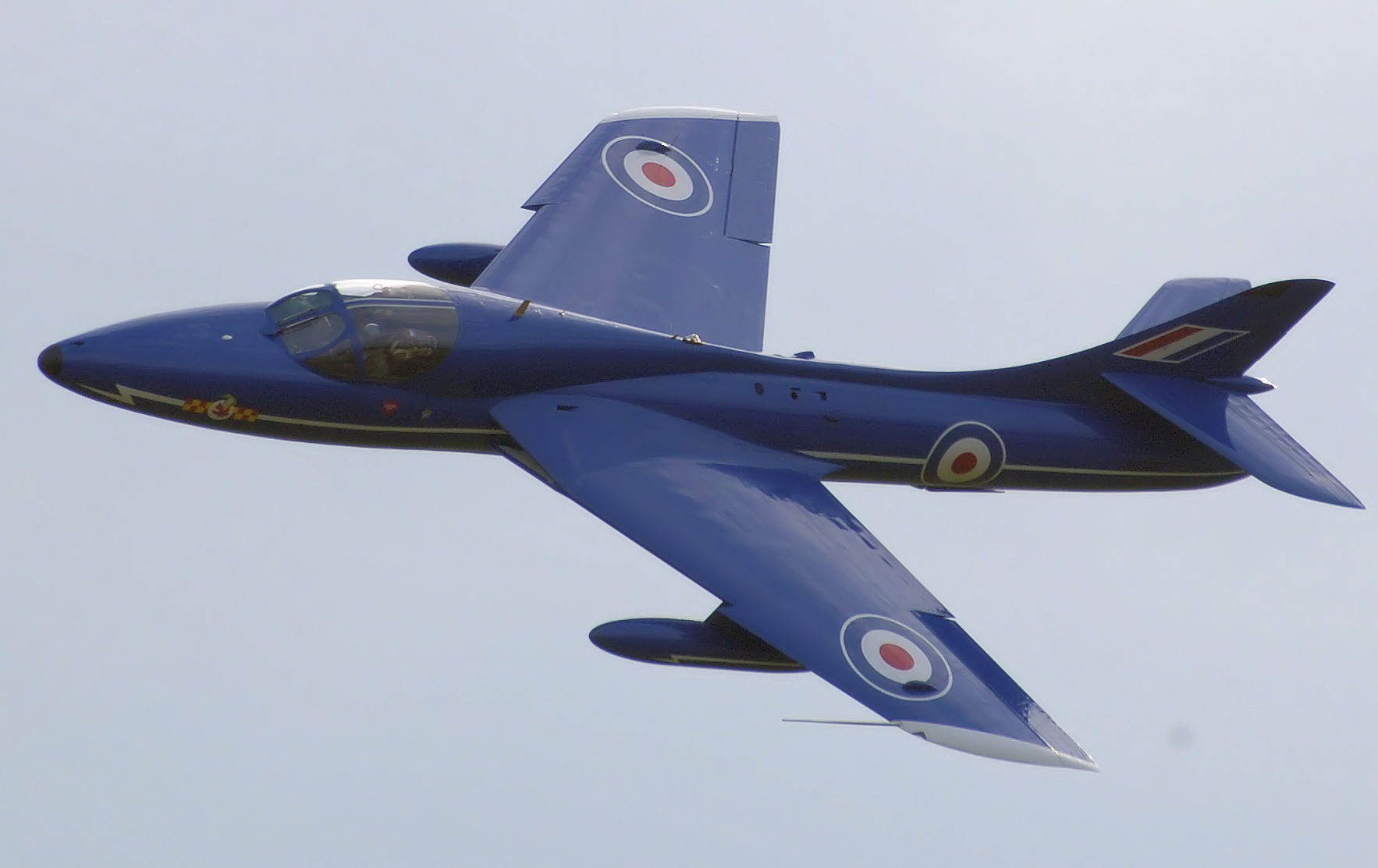
Hawker Hunter

Em 1948, o local foi vendido novamente para a Hawker Aircraft Ltd e se tornou a principal base do setor de aviação de Kingston. O Hawker Hunter foi produzido ali em grande quantidade, impulsionado pela demanda da guerra fria. Os lucros permitiram que o local fosse reformado como sede da Hawker no Reino Unido e a fábrica ganhou uma fachada imponente em 1958, em um edifício que unia intimamente o design e a produção. A fábrica de Ham teve um papel fundamental no desenvolvimento dos aviões Hawker Kestrel e Hawker Harrier. Após a nacionalização do setor aeronáutico em 1977. A British Aerospace continuou a construir Harriers e kits de mísseis no local. Após a privatização em 1985, o fechamento do local foi anunciado em 1991. Ele foi demolido em 1993 e substituído por um novo conjunto habitacional.

### Tinta e verniz
Em 1929, o local no lado oposto da estrada em relação à fábrica de Leyland foi desenvolvido para a Cellon Doping Company, originalmente produzindo Cellon aircraft dope, um verniz sintético usado para impermeabilizar tecidos de aeronaves. A empresa se tornou parte da Pinchin Johnson e foi adquirida pela Courtaulds em 1960, continuando sob a bandeira do grupo International Paint a partir de 1968. A fábrica fechou na década de 1980 e o local foi reformado como um pequeno parque industrial.

### Atualmente
Com exceção de um viveiro de plantas, comunidade local, varejo e escritórios de pequeno porte, Ham hoje é predominantemente uma área residencial de passageiros que depende de empregos fora da área imediata.

## Pontos de interesse
A principal característica de Ham é o Ham Common, que tem um campo de críquete, um lago e um bosque.
Um caminho reto e arborizado leva de Ham Common a Ham House, a casa mais importante de Ham. A seção do caminho de Ham Common até Sandy Lane é chamada de Great South Avenue e a seção de Sandy Lane até Ham House é chamada de Melancholy Walk.
Várias casas de época notáveis em Ham se agrupam ao redor do Common, incluindo o Cassel Hospital, a Langham House e o Ormeley Lodge, que atualmente pertence a Lady Annabel Goldsmith. Os edifícios vitorianos incluem a Latchmere House. A Beaufort House em Ham Street, datada do século 18, é classificada como Grade II e foi a residência de Lady Juliana Penn de 1795 até sua morte em 1801. No terreno da Grey Court School está a Grey Court House, georgiana, classificada como Grade II, agora chamada de Newman House em homenagem ao Cardeal Newman, que morou lá quando criança no início do século 19.
Em contraste, a Langham House Close, a oeste de Ham Common, concluída em 1958, é um dos primeiros exemplos da arquitetura brutalista. Parkleys, o primeiro empreendimento residencial em grande escala da pioneira SPAN Developments Ltd, de Eric Lyons e Geoffrey Townsend, foi iniciado em 1954 e concluído em 1956: fica ao norte de Ham Parade.
Há quatro igrejas: Ham Christian Centre, St Andrew's Church, St Thomas Aquinas Church e St Richard's Church.

## Transporte
Ham é servida por três rotas de ônibus: a 65, a 371 e a K5. Todas ligam a cidade a Kingston upon Thames, sendo que as duas primeiras servem Richmond.

## Esporte
O Ham and Petersham Cricket Club foi fundado em 1815 e o críquete ainda é jogado em Ham Common.
O Ham Polo Club fica no final de uma entrada de automóveis na Petersham Road. Embora o clube exista desde 1926, foi em 1954 que o antigo pomar da Ham House foi convertido em um campo de polo para o clube.
O Ham and Petersham Lawn Tennis Club tem quadras na avenida sul da Ham House em conjunto com a Grey Court School.
O antigo terreno de prado ao longo do Tâmisa, próximo à Ham House, tornou-se o local de um King George's Field na década de 1930. Cobrindo 10 acres (4,0 ha), ele oferece instalações de críquete, futebol e tênis. Vários clubes e atividades esportivas estão localizados no local e nas proximidades.
O Ham and Petersham Rifle and Pistol Club, que data de 1907 ou talvez antes, fica perto da Ham House, com campos de tiro internos e externos e atende a tiro com arco, pistola e rifle.
A Kew and Ham Sports Association oferece instalações para futebol e beisebol nos campos de jogos entre Ham House e Thames Young Mariners.
O Richmond Baseball and Softball Club joga seus jogos em casa durante a temporada de verão no Connare Field e no Flood Field em Ham.
O Thames Young Mariners oferece vela, canoagem, natação em águas abertas e outras instalações para esportes e atividades ao ar livre.

## Demografia e habitação
| Distrito   | Separada | Geminada | Com terraço | Apartamentos | Caravanas/casas temporárias/móveis/barcos | Compartilhada entre famílias |
| ---------- | -------- | -------- | ----------- | ------------ | ----------------------------------------- | ---------------------------- |
| (distrito) | 461      | 688      | 1.368       | 1.918        | 0                                         | 15                           |

| Distrito   | População | Famílias | % Propriedade direta | % De propriedade com um empréstimo | Hectares |
| ---------- | --------- | -------- | -------------------- | ---------------------------------- | -------- |
| (distrito) | 10.317    | 4.174    | 31                   | 29                                 | 926      |

## Pessoas de destaque

### Pessoas vivas
- Mitch Benn (nascido em 1970), músico, comediante e autor, vive em Ham.[53]
- Christian Furr (nascido em 1966), pintor de retratos reais e artista, vive em Ham.[54]
- Lady Annabel Goldsmith (nascida em 1934) mora em Ormeley Lodge, uma mansão georgiana às margens do Richmond Park, onde criou os três filhos que teve com Sir James Goldsmith: Jemima Khan, escritora e ativista; Zac Goldsmith, membro vitalício do Partido Conservador e deputado por Richmond Park; e Ben Goldsmith, financista e ambientalista.[55][56]
- Stephen Jakobi, escritor de ficção policial e advogado de direitos humanos que fundou a Fair Trials Abroad, vive em Ham.[57]
- Tony Lit, diretor administrativo da Sunrise Radio, mora em Ham.[58]

### Figuras históricas
- A princesa Marie de Orléans nasceu em Ham, em 1865.
- Claude Bowes-Lyon, Lorde Glamis e Cecilia Cavendish-Bentinck, moravam na Forbes House em Ham Common.[59] Sua filha, Elizabeth Bowes-Lyon, casou-se com o Duque de York em 1923 e tornou-se a Rainha Elizabeth em 1936, quando o duque subiu ao trono como Rei George VI. Sua irmã mais velha, Violet Hyachinth Bowes-Lyon (1882-1893), morreu de difteria em Forbes House e está enterrada na Igreja de St Andrew, Ham.
- Nigel Dempster (1941–2007), jornalista, autor e radialista britânico, viveu em Ensleigh Lodge, Ham Common.[60][61]
- George Gale (1929–2003), cartunista, viveu em Ham e em Little Green, Richmond.[62]
- James Goldsmith (1933–1997), financista bilionário, e sua família morava em Ormeley Lodge.[55]
- Emily Hornby (1833–1906), montanhista e escritor de viagens, morreu na Manor House em 1906.
- John Minter Morgan (1782–1854), escritor e filantropo, morava em Ham Common, onde hoje é o Cassel Hospital.[63]
- John Henry Newman, mais tarde Cardeal Newman (1801-1890), passou parte de seus primeiros anos de vida em Grey Court, Ham Street, Ham. O local é marcado por uma placa azul.[64]
- Beverley Nichols (1898–1983), escritor e dramaturgo inglês, viveu no Sudbrook Cottage de 1958 até sua morte,[65] com o ator e diretor Cyril Butcher (1909-1987).[66]
- Sir George Gilbert Scott (1811–1878), um arquiteto inglês do período do renascimento gótico, morou na Manor House em Ham Street.[67][68]
- Hesba Stretton (nome verdadeiro Sarah Smith; 1832-1911), escritora evangélica de livros infantis, retirou-se para Ivycroft, Ham Common, em 1892, e morreu lá em 1911.[22]

## Na cultura popular

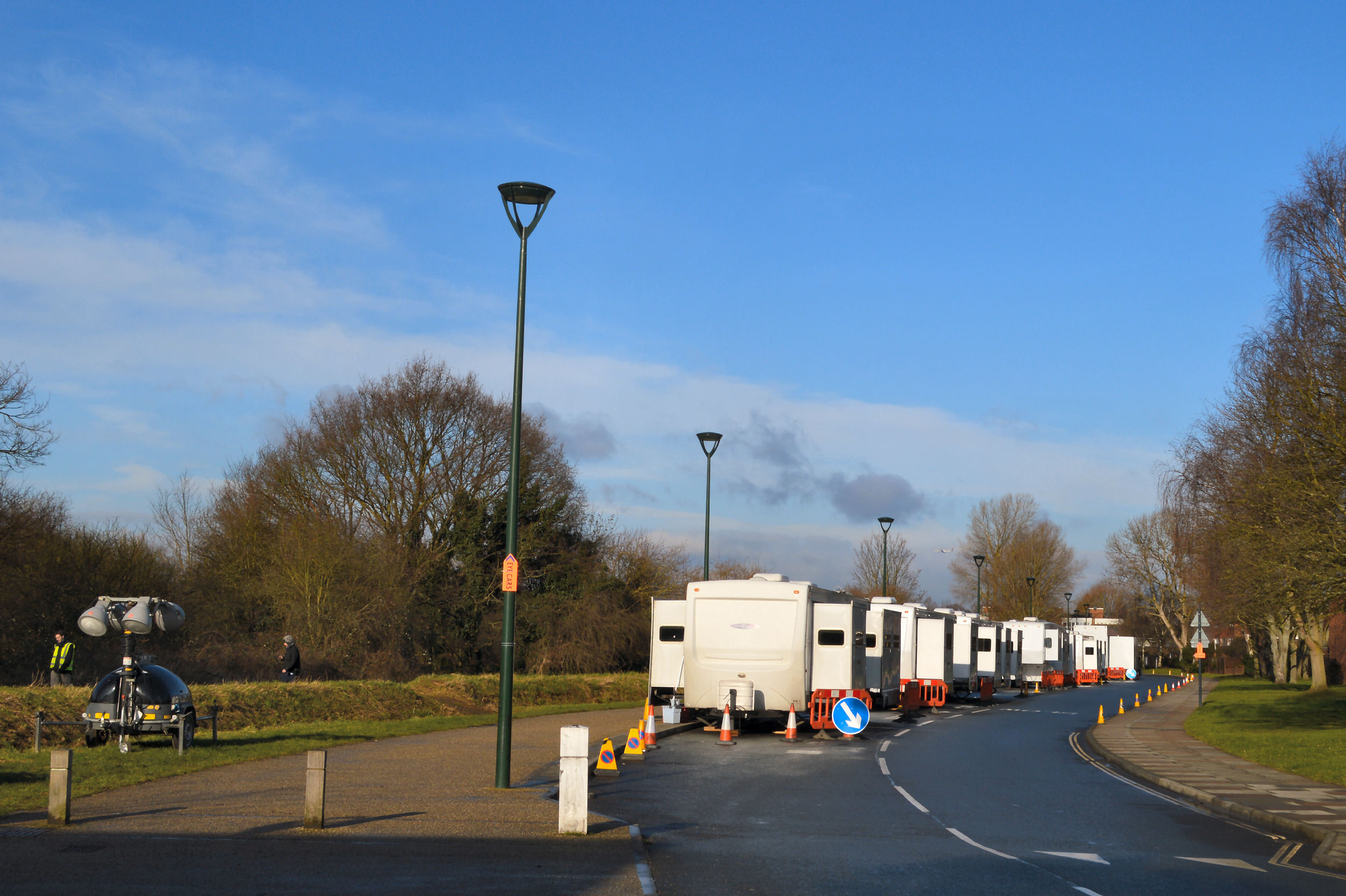
Filmagem na Riverside Drive

O filme para televisão de 2014 The Boy in the Dress, baseado no romance de David Walliams, foi, em grande parte, filmado em Ham. Por exemplo, a loja de jornais local usada no filme fica em frente à Igreja de St. Richard, Ham, e outras cenas foram filmadas na Grey Court School.
As cenas do filme de 2016 Truque de Mestre 2 também foram filmadas em Ham.